# Carlton Colville
Carlton Colville is een civil parish in het bestuurlijke gebied Waveney, in het Engelse graafschap Suffolk met 6.612 inwoners.